# Precis transiens
Precis transiens är en fjärilsart som beskrevs av Wichgraf 1918. Precis transiens ingår i släktet Precis och familjen praktfjärilar. Inga underarter finns listade i Catalogue of Life.